# Amy Palmiero-Winters
Amy Palmiero-Winters (née le 18 août 1972 en Pennsylvanie) est une coureuse de fond et triathlète amputée sous le genou. Elle détient onze records du monde dans diverses épreuves. En 2010, elle reçoit le prix James E. Sullivan de meilleure athlète amateur aux États-Unis et le prix  ESPY  (délivré par ESPN) de meilleure athlète féminine handicapée au monde.

## Biographie
Palmiero-Winters est né à Meadville, en Pennsylvanie. Elle commence le demi-fond et les courses d'endurance dès son plus jeune âge. En 1997, après vingt-cinq opérations, amputée sous le genou à la suite d'un accident de moto survenu en 1994. Trois ans après l'amputation, elle peut recommencer à courir.

### Début de carrière sportive
En 2004, Palmiero-Winters participe au Silver Strand MMarathon à San Diego. Elle termine seconde de sa catégorie bien qu'elle soit enceinte de cinq mois et qu'elle court avec une prothèse destinée uniquement à la marche. Elle finit troisième de sa catégorie au triathlon de New York en 2005, l'été suivant, utilisant toujours une prothèse de marche ainsi qu'un vélo emprunté à son employeur.
Palmiero-Winters décidé alors de se lancer sérieusement dans la course à pied. Après avoir obtenu une prothèse de jambe adaptée à la course, elle déménage à New York afin de devenir membre de « Team A Step Ahead », un groupe d'athlètes amputés professionnels.
En mai 2006, elle court le marathon de New York en 3 h 24 et bat le record du monde féminin handisport de sa catégorie plus de vingt-cinq minutes. Elle court ensuite le marathon de Chicago de 2006 en 3 h 4, établissant le meilleur temps de marathon pour sa catégorie ettous genres confondus.

### Ultra-marathon
En 2009, Amy Palmiero-Winters décide de passer des marathons aux ultra-marathons. Elle court dix ultra-marathons entre 2009 et 2010, terminant première dans la division féminine au Heartland 100 Mile en octobre 2009 et terminant première au classement général de la course Run to the Future 24 heures le 31 décembre 2009, en parcourant 209,9 km pendant le temps imparti. C'est la première fois qu'une sportive amputée remporte un ultra-marathon.
Palmiero-Winters est nommé dans l'équipe américaine d'ultra-marathon pour les championnats du monde 2010 de 24 heures de l'International Association of Ultrarunners à Brive, en France. Le 17 mai, elle termine 18ᵉ dans la division féminine aux championnats du monde, en parcourant 199,54 km.
Le 26 juin 2010, elle participe à la célèbre Western States Endurance Run. Elle devient la première sportive amputée à terminer la course de 100 miles. Avec un temps final de 27 h 43 min 10 s, elle reçoit une boucle de ceinture en bronze, trophée remis aux coureurs qui terminent en moins de trente heures.
En 2011, elle est la première à terminer l'ultra-marathon de Badwater, une course de 217 km débutant dans la vallée de la Mort et se finissant sur les pentes du mont Whitney. Son temps final est de 41 h 16 min 42 s, la plaçant 17ᵉ de sa division et 58ᵉ du classement général.
En 2019, elle devient la première à terminer le Marathon des Sables parcourant 225 km en 52 h 23 min 21 s.

## Distinctions
En 2006, Palmiero-Winters est nommée triathlète américaine handicapée physique de l'année.
Elle reçoit le prix James E. Sullivan de l'AAU 2009 de meilleure athlète amateur du pays et a également remporté le prix ESPY 2010 d'ESPN de meilleure athlète féminine handicapée.
En 2009, elle est nommée directrice de l’équipe A Step Ahead.